# Dušan Gregorović
Dušan Gregorović, cyr. Душан Грегоровић (ur. w 1875 roku w Petrovacu na Moru, zm. 19 lipca 1923 w Belgradzie) – czarnogórski polityk, minister spraw zagranicznych Czarnogóry, deputowany do czarnogórskiego parlamentu.

## Życiorys
Szkołę średnią ukończył w Cetynii. Uczył się także w Galatasaray Lisesi w Konstantynopolu. Po zakończeniu nauki pracował jako sekretarz w ministerstwie spraw zagranicznych. W latach 1905–1907 był konsulem Czarnogóry w Szkodrze. Od maja 1907 roku pełnił funkcję chargé d’affaires w Konstantynopolu. W latach 1910–1911 ponownie na placówce w Szkodrze. 10 sierpnia 1911 został ministrem spraw zagranicznych Królestwa Czarnogóry. Funkcję urząd ten sprawował do 6 czerwca 1912. Po zjednoczeniu kraju z Królestwem Serbów, Chorwatów i Słoweńców pracował w jego resorcie dyplomacji.